# Koweït aux Jeux olympiques d'été de 2008
Le Koweït participe aux Jeux olympiques d'été de 2008 à Pékin.

## Athlètes prévus
Zaid Al-Mutairi, Abdullah Terqi, Nasser Al-Muglad, Ali Al-Zankawi, Mohammad Al-Azmi, Mohammad Madoh et Ibrahim Al-Hassan ont été prévus pour représenter le Koweït dans les compétitions de tir, d'athlétisme, de natation et de ping-pong.

## Athlètes engagés

### Athlétisme
| euve              | Athlète                | Séries      | Séries | Quarts de finale | Quarts de finale | Demi-finales | Demi-finales | Finale   | Finale |
| euve              | Athlète                | Résultat    | Rang   | Résultat         | Rang             | Résultat     | Rang         | Résultat | Rang   |
| ----------------- | ---------------------- | ----------- | ------ | ---------------- | ---------------- | ------------ | ------------ | -------- | ------ |
| 800 mètres        | Mohammad al-Azemi      | 1 min 46.94 | 1er Q  | NC               | NC               | 1 min 47.65  | 8e           | -        | -      |
| Lancer du marteau | Ali Mohamed al-Zinkawi | 73,62m      | 11e    | -                | -                | -            | -            | -        | -      |